# Висок

Височная область

Висок (височная область, лат. regio temporalis) — парная анатомическая область головы человека между ухом и лбом, ограниченная спереди, сверху и сзади верхней височной линией теменной кости (место прикрепления височной фасции), снизу — скуловой дугой. Границей височной области с глазницей являются лобный отросток скуловой кости и скуловой отросток лобной кости.
Границы височной области соответствуют контурам височной мышцы, которые можно определить при сжатии зубов.
Кожа височной области тонкая, в большей степени в её переднем отделе; подкожная клетчатка рыхлая. В заднем отделе височной области имеется волосяной покров.